# アセット・ライアビリティ・マネジメント
アセット・ライアビリティ・マネジメント (Asset Liability Management)とは、金融上のリスク管理の手法の一つ。ALMと略されるのが通例。
総合的な資産と負債の管理のことであり、主に銀行や保険会社などの金融機関で用いられるリスク管理手法もしくはその総称である。狭義には、市場金利に対する資産･負債の価値変動のリスク管理を表すことが多い。これは、一般的な金融機関の資産の大部分が債券などの金利感応的資産であり、市場金利の変動によって価値が大きく変動するためである。

## ALMの実務
生命保険会社を例にとると、負債（保険契約）は数十年という長期にわたる保険金支払債務であり、その負債価値は円金利（特に長期金利）によって大きな影響を受ける。そしてその価値変動は、直接的に保険会社の経済価値純資産に影響し、時には経営安定性を脅かす（特に、バブル崩壊後に長期金利が大幅に低下する局面で、負債価値増大という形でリスクが顕在化したという経緯がある。これが、いわゆる逆ザヤ問題である）。
そこで、資産サイドのポジションを負債に合わせて長期化させることで資産と負債の価値変動を一致させ、経済価値純資産の変動を抑えて経営を安定化させるALM的な手法が近年確立されてきた。
しかしながら以下のような背景から、多くの保険会社では本格的にALMを実施するには至っていない。
- ALMの実施には金融工学的な分析・手法が不可欠であり、専門知識を持つ人材が少ない。また、実施に向けて役員等の上級管理職者の理解が得られないといった事情が散見される。
- 現在の保険会計実務では、負債（責任準備金）の計算方法はロックイン方式であり、ALM実施に対する障害となっている。
- 現在の円金利は既に超低金利であり、ここからさらに金利低下に対するリスクをヘッジする必要性が小さい。
- 保険会社の負債キャッシュアウトフローはそもそも不確定なものであるため、資産サイドのポジションと価値変動を一致させることが難しい（保険負債価値は様々な前提条件を置いて算出されるが、前提条件の違いによっても価値や金利感応度が変わってくるため）。

なお、ALMをさらに発展させた、金融機関が抱える様々なリスクを統合的に管理するERM（統合リスク管理）という手法も存在する。　